# When Will I Be Loved
When Will I Be Loved (br: Nunca Fui Amada; pt: Quando Serei Amada?) é um filme de drama erótico de 2004 dirigido por James Toback e estrelado por Neve Campbell. O filme tinha um roteiro de 35 páginas e foi improvisado principalmente durante os 12 dias de filmagem.

## Sinopse
Vera é uma linda, determinada e independente mulher que se encarrega de uma elegante e improvisada vingança. Seu alvo são dois homens - sendo um deles seu namorado - que a usaram como "moeda" numa aposta e que, erradamente, se julgaram mais espertos do que ela. Tarde demais eles descobrem que, na verdade, são eles que estão sendo usados e que é Vera quem tem todo o controle da situação. Um filme envolvente que mistura suspense, sexo e erotismo.

## Elenco
- Neve Campbell - Vera Barrie
- Fred Weller - Ford Welles
- Dominic Chianese - Conde Tommaso Lupo
- Ashley Shelton - Ashley
- James Toback - Professor Hassan Al-Ibrahim Ben Rabinowitz
- Alex Feldman - Alexei
- Brandon Sommers - Brandon
- Oliver Grant - Power
- Mike Tyson - ele mesmo
- James Parris - James
- Cara Hamill - Cara
- Christina Rotholz - Christina
- Bridget Lee Hall - Bridget
- Thomas Patti - Michael
- Lori Singer
- Jean-Pierre Vertus - Jean-Pierre

## Recepção crítica
When Will I Be Loved recebeu críticas geralmente negativas. O filme detém uma pontuação de 32%, com base em 73 críticas, no site agregador de críticas Rotten Tomatoes. Seu consenso diz que "Neve Campbell descobre tudo nessa ninharia aparentemente misógina". Metacritic deu ao filme uma 39/100 indicando "críticas geralmente desfavoráveis".
Apesar de ter sido criticado pela maioria dos críticos, Roger Ebert deu ao filme quatro das quatro estrelas, escrevendo "When Will I Be Loved é como um solo de jazz que toca em temas familiares a caminho de uma conclusão triunfante e inesperada".